# Ilba, Maramureș
Ilba este un sat în comuna Cicârlău din județul Maramureș, Transilvania, România.

## Etimologie
Etimologia numelui localității provine probabil dintr-un antroponim maghiar „Iloba”.

## Istoric
Prima atestare documentară este din 1490 sub numele de Iloba sau Yloba.
„La sfârșitul secolului al XVI-lea, și în secolul al XVII-lea, Ilba făcea parte din proprietatea lui Rakoczy și aparținea, împreaună cu Cicârlăul, domeniului Ecsed, care se întindea, spre vest, până la Carei".

## Demografie
La recensământul din 2011 populația era de 1.220 locuitori.

## Obiective turistice
- Rezervația naturală „Rozeta de piatră Ilba” (0,5 ha).